# Offenbacher Fußball-Club Kickers 1901 1979-1980
Questa voce raccoglie le informazioni riguardanti l'Offenbacher Fußball-Club Kickers 1901 nelle competizioni ufficiali della stagione 1979-1980.

## Stagione
Nella stagione 1979-1980 il Kickers Offenbach, allenato da Horst Heese, concluse il campionato di 2. Bundesliga al 8º posto. In Coppa di Germania il Kickers Offenbach fu eliminato ai quarti di finale dal Fortuna Düsseldorf.

## Rosa
| N. |                     | Ruolo | Calciatore         |
| -- | ------------------- | ----- | ------------------ |
|    | Germania (bandiera) | P     | Bernd Fuhr         |
|    | Germania (bandiera) | P     | Wilfried Kohls     |
|    | Germania (bandiera) | D     | Peter Berg         |
|    | Germania (bandiera) | D     | Josef Domes        |
|    | Germania (bandiera) | D     | Kurt Geinzer       |
|    | Germania (bandiera) | D     | Michael Grünewald  |
|    | Germania (bandiera) | D     | Michael Kutzop     |
|    | Germania (bandiera) | D     | Gerd Paulus        |
|    | Germania (bandiera) | D     | Wolfgang Rothe     |
|    | Germania (bandiera) | D     | Jürgen Scheuerlein |
|    | Germania (bandiera) | D     | Bernd Walz         |

| N. |                     | Ruolo | Calciatore        |
| -- | ------------------- | ----- | ----------------- |
|    | Germania (bandiera) | C     | Uwe Bein          |
|    | Germania (bandiera) | C     | Günter Franusch   |
|    | Germania (bandiera) | C     | Hans-Peter Knecht |
|    | Germania (bandiera) | C     | Siegfried Kratz   |
|    | Germania (bandiera) | C     | Udo Lasch         |
|    | Germania (bandiera) | C     | Thomas Martin     |
|    | Germania (bandiera) | A     | Jürgen Bär        |
|    | Germania (bandiera) | A     | Thomas Kling      |
|    | Germania (bandiera) | A     | Walter Krause     |
|    | Germania (bandiera) | A     | Rudi Völler       |

## Organigramma societario
Area tecnica
- Allenatore: Horst Heese
- Allenatore in seconda:
- Preparatore dei portieri:
- Preparatori atletici:

## Calciomercato

### Sessione estiva
| Acquisti | Acquisti | Acquisti | Acquisti |
| R.       | Nome     | da       | Modalità |
| -------- | -------- | -------- | -------- |

| Cessioni | Cessioni           | Cessioni              | Cessioni |
| R.       | Nome               | a                     | Modalità |
| -------- | ------------------ | --------------------- | -------- |
| C        | Hermann Bitz       | Monaco 1860           |          |
| P        | Bernd Helmschrot   | Viktoria Colonia      |          |
| C        | Bernd Kammer       | Wormatia Worms        |          |
| C        | Stefan Lottermann  | Eintracht Francoforte |          |
| C        | Bernd Nathmann     | Wormatia Worms        |          |
| D        | Ulrich Pechtold    | Westfalia Herne       |          |
| A        | Walter Plaggemeyer | SV Neckargerach       |          |
| A        | Alfred Seiler      | Darmstadt             |          |

### Sessione invernale
| Acquisti | Acquisti | Acquisti | Acquisti |
| R.       | Nome     | da       | Modalità |
| -------- | -------- | -------- | -------- |

| Cessioni | Cessioni | Cessioni | Cessioni |
| R.       | Nome     | a        | Modalità |
| -------- | -------- | -------- | -------- |

## Risultati

### 2. Bundesliga

#### Girone di andata
| Arbitro: | Wilhelmi |

|                                       |           |  |
| Berg 41’ Krause 43’ Knecht 61’ (rig.) | Marcatori |  |

| Arbitro: | Kinzinger |

|                                          |           |                                                      |
| Jambo 19’ Fritsche 22’, 79’ Subklewe 62’ | Marcatori | 27’, 38’, 72’ (rig.) Knecht 41’ Völler 54’ Grünewald |

| Arbitro: | Glaw |

|                                       |           |                  |
| Knecht 6’, 63’ (rig.) Krause 50’, 89’ | Marcatori | 38’, 72’ Mattern |

| Arbitro: | Kühne |

|                             |           |                      |
| Meier 6’ Schneider 38’, 56’ | Marcatori | 18’ (aut.) Kubanczyk |

| Arbitro: | Correll |

|                                |           |             |
| Krause 37’ Franusch 87’ (rig.) | Marcatori | 12’ Günther |

| Arbitro: | Correll |

|              |           |                     |
| Krostina 75’ | Marcatori | 9’, 13’, 55’ Krause |

| Arbitro: | Hellwig |

|            |           |  |
| Krause 41’ | Marcatori |  |

| Arbitro: | Aldinger |

|                          |           |                                |
| Sandhowe 61’, 78’ (rig.) | Marcatori | 21’ (rig.) Franusch 64’ Krause |

| Arbitro: | Treib |

|            |           |              |
| Knecht 80’ | Marcatori | 7’ Oberacher |

| Arbitro: | Huster |

|                                   |           |  |
| Eickels 45’ Hoffmann 57’ Denz 82’ | Marcatori |  |

| Arbitro: | Clajus |

|                            |           |                                               |
| Aumeier 21’ Spohr 65’, 86’ | Marcatori | 55’ Völler 68’ Paulus 85’ Grünewald 88’ Rothe |

| Arbitro: | Dellwing |

|                                              |           |           |
| Krause 8’, 13’, 89’ Rothe 31’, 49’ Domes 41’ | Marcatori | 10’ Braun |

| 27 ottobre 1979 13ª giornata |  | – Turno di riposo |  |  |

| Arbitro: | Gaus |

|                    |           |                       |
| Grünewald 47’, 49’ | Marcatori | 25’ Walter 73’ Kappes |

| Arbitro: | Jupe |

|                |           |           |
| Milardovic 74’ | Marcatori | 83’ Kling |

| Arbitro: | Aulenbacher |

|                           |           |                                  |
| Krause 3’, 4’ Geinzer 79’ | Marcatori | 14’ Dreher 27’ Nickel 36’ Alhaus |

| Arbitro: | Linn |

|                           |           |  |
| Killmaier 10’, 65’ (rig.) | Marcatori |  |

| Arbitro: | Scheffner |

|                                                                |           |                      |
| Geinzer 16’ Krause 25’, 78’ Grünewald 57’ Knecht 72’ Domes 86’ | Marcatori | 39’ Größler 83’ Besl |

| Arbitro: | Aldinger |

|            |           |  |
| Müllner 2’ | Marcatori |  |

| Arbitro: | Ermer |

|  |           |                                            |
|  | Marcatori | 15’ (rig.) Völler 62’ Grünewald 83’ Krause |

| Arbitro: | Gaus |

|                              |           |                                  |
| Rütten 40’ (aut.) Martin 45’ | Marcatori | 27’, 62’ Heinlein 55’, 90’ Bulut |

#### Girone di ritorno
| Arbitro: | Dahler |

|                  |           |          |
| Schüler 62’, 72’ | Marcatori | 42’ Walz |

| Arbitro: | Ross |

|                            |           |  |
| Krause 81’, 90’ Knecht 85’ | Marcatori |  |

| Arbitro: | Dölfel |

|                                              |           |            |
| Wesseler 27’ (rig.) Mattern 66’ Nathmann 85’ | Marcatori | 30’ Krause |

| Arbitro: | Kuhn |

|            |           |                          |
| Kutzop 66’ | Marcatori | 62’ Szupak 75’ Schneider |

| Arbitro: | Ferro |

|                 |           |            |
| Struth 30’, 84’ | Marcatori | 66’ Knecht |

| Arbitro: | Pickard |

|               |           |                        |
| Grünewald 83’ | Marcatori | 1’ Mack 32’ Mamajewski |

| Arbitro: | Quindeau |

|  |           |            |
|  | Marcatori | 90’ Kutzop |

| Arbitro: | Hellwig |

|                       |           |  |
| Krause 26’ Völler 59’ | Marcatori |  |

| Arbitro: | Schmoock |

|  |           |                     |
|  | Marcatori | 53’ Berg 90’ Krause |

| Arbitro: | Messmer |

|                                      |           |  |
| Knecht 20’ (rig.) Grünewald 55’, 83’ | Marcatori |  |

| Arbitro: | Kühne |

|                            |           |             |
| Völler 28’, 57’ Martin 89’ | Marcatori | 61’ Vollmer |

| Fürth 8 aprile 1980 33ª giornata | Fürth | 0 – 0 referto | Kickers Offenbach | Sportpark Ronhof (3 200 spett.)\| Arbitro: \| Ulm \| |
| Arbitro:                         | Ulm   |               |                   |                                                      |

| Arbitro: | Glaw |

|                                                       |           |           |
| Marek 21’ Poulsen 33’ (rig.), 49’ Ettmayer 35’ (rig.) | Marcatori | 7’ Völler |

| 26 aprile 1980 35ª giornata |  | – Turno di riposo |  |  |

| Arbitro: | Hontheim |

|              |           |           |
| Rohatsch 51’ | Marcatori | 43’ Domes |

| Arbitro: | Correll |

|                     |           |                 |
| Krause 28’ Bein 52’ | Marcatori | 26’ (rig.) Weiß |

| Arbitro: | Brehm |

|                                             |           |            |
| Dollmann 34’ Steinkirchner 60’ Allgöwer 85’ | Marcatori | 58’ Krause |

| Arbitro: | Vielsack |

|                             |           |                       |
| Krause 7’ Knecht 90’ (rig.) | Marcatori | 6’ Basic 22’ Hartmann |

| Arbitro: | Messmer |

|            |           |  |
| Breuer 43’ | Marcatori |  |

| Arbitro: | Engel |

|            |           |                  |
| Krause 88’ | Marcatori | 21’ Michelberger |

| Arbitro: | Schumann |

|                        |           |                                  |
| Knecht 59’, 75’ (rig.) | Marcatori | 13’, 28’ Kiefer 87’ (rig.) Pradt |

### Coppa di Germania
| Arbitro: | Föckler |

|                                   |           |            |
| Lasch 1’ Krause 12’ Grünewald 51’ | Marcatori | 15’ Hayduk |

| Arbitro: | Assenmacher |

|                           |           |                                                          |
| Mauthe 32’ Peter 57’, 89’ | Marcatori | 12’ Paulus 45’ (rig.) Franusch 47’, 64’ Krause 77’ Domes |

| Arbitro: | Luca |

|                            |           |  |
| Nogly 61’ (aut.) Domes 83’ | Marcatori |  |

| Arbitro: | Engel |

|                                     |           |                                                   |
| Steinkirchner 24’ Nickel 77’ (rig.) | Marcatori | 8’ Grünewald 12’, 82’ Krause 73’ Völler 90’ Lasch |

| Arbitro: | Hontheim |

|                              |           |                                                       |
| Kutzop 47’ (rig.) Völler 99’ | Marcatori | 50’ Allofs 94’ (aut.) Geinzer 112’, 115’, 118’ Allofs |

## Statistiche

### Statistiche di squadra
| Competizione      | Punti | In casa | In casa | In casa | In casa | In casa | In casa | In trasferta | In trasferta | In trasferta | In trasferta | In trasferta | In trasferta | Totale | Totale | Totale | Totale | Totale | Totale | DR  |
| Competizione      | Punti | G       | V       | N       | P       | Gf      | Gs      | G            | V            | N            | P            | Gf           | Gs           | G      | V      | N      | P      | Gf     | Gs     | DR  |
| ----------------- | ----- | ------- | ------- | ------- | ------- | ------- | ------- | ------------ | ------------ | ------------ | ------------ | ------------ | ------------ | ------ | ------ | ------ | ------ | ------ | ------ | --- |
| 2. Bundesliga     | 43    | 20      | 11      | 5       | 4       | 50      | 28      | 20           | 6            | 4            | 10           | 28           | 36           | 40     | 17     | 9      | 14     | 78     | 64     | +14 |
| Coppa di Germania | -     | 3       | 2       | 0       | 1       | 7       | 6       | 2            | 2            | 0            | 0            | 10           | 5            | 5      | 4      | 0      | 1      | 17     | 11     | +6  |
| Totale            | 43    | 23      | 13      | 5       | 5       | 57      | 34      | 22           | 8            | 4            | 10           | 38           | 41           | 45     | 21     | 9      | 15     | 95     | 75     | +20 |

### Andamento in campionato
| Giornata  | 1 | 2 | 3 | 4 | 5 | 6 | 7 | 8 | 9 | 10 | 11 | 12 | 13 | 14 | 15 | 16 | 17 | 18 | 19 | 20 | 21 | 22 | 23 | 24 | 25 | 26 | 27 | 28 | 29 | 30 | 31 | 32 | 33 | 34 | 35 | 36 | 37 | 38 | 39 | 40 | 41 | 42 |
| --------- | - | - | - | - | - | - | - | - | - | -- | -- | -- | -- | -- | -- | -- | -- | -- | -- | -- | -- | -- | -- | -- | -- | -- | -- | -- | -- | -- | -- | -- | -- | -- | -- | -- | -- | -- | -- | -- | -- | -- |
| Luogo     | C | T | C | T | C | T | C | T | C | T  | T  | C  |    | C  | T  | C  | T  | C  | T  | T  | C  | T  | C  | T  | C  | T  | C  | T  | C  | T  | C  | C  | T  | T  |    | T  | C  | T  | C  | T  | C  | C  |
| Risultato | V | V | V | P | V | V | V | N | N | P  | V  | V  |    | N  | N  | N  | P  | V  | P  | V  | P  | P  | V  | P  | P  | P  | P  | V  | V  | V  | V  | V  | N  | P  |    | N  | V  | P  | N  | P  | N  | P  |
| Posizione | 4 | 1 | 1 | 3 | 1 | 1 | 1 | 1 | 1 | 1  | 1  | 1  | 3  | 4  | 4  | 3  | 4  | 4  | 5  | 3  | 5  | 6  | 6  | 6  | 7  | 8  | 9  | 9  | 7  | 6  | 5  | 5  | 4  | 5  | 7  | 7  | 5  | 8  | 6  | 8  | 8  | 8  |

Legenda:

Luogo: C = Casa; T = Trasferta. Risultato: V = Vittoria; N = Pareggio; P = Sconfitta.

### Statistiche dei giocatori
| Giocatore      | 2. Bundesliga | 2. Bundesliga | 2. Bundesliga | 2. Bundesliga | Coppa di Germania | Coppa di Germania | Coppa di Germania | Coppa di Germania | Totale   | Totale | Totale      | Totale     |
| Giocatore      | Presenze      | Reti          | Ammonizioni   | Espulsioni    | Presenze          | Reti              | Ammonizioni       | Espulsioni        | Presenze | Reti   | Ammonizioni | Espulsioni |
| -------------- | ------------- | ------------- | ------------- | ------------- | ----------------- | ----------------- | ----------------- | ----------------- | -------- | ------ | ----------- | ---------- |
| U. Bein        | 9             | 1             | 0             | 0             | 0                 | 0                 | 0                 | 0                 | 9        | 1      | 0           | 0          |
| P. Berg        | 24            | 2             | 7             | 0             | 1                 | 0                 | 0                 | 0                 | 25       | 2      | 7           | 0          |
| J. Bär         | 2             | 0             | 0             | 0             | 0                 | 0                 | 0                 | 0                 | 2        | 0      | 0           | 0          |
| J. Domes       | 26            | 3             | 2             | 0             | 4                 | 2                 | 0                 | 0                 | 30       | 5      | 2           | 0          |
| G. Franusch    | 27            | 2             | 4             | 0             | 4                 | 1                 | 0                 | 0                 | 31       | 3      | 4           | 0          |
| B. Fuhr        | 11            | 0             | 0             | 0             | 1                 | 0                 | 0                 | 0                 | 12       | 0      | 0           | 0          |
| K. Geinzer     | 33            | 2             | 3             | 0             | 5                 | 0                 | 1                 | 0                 | 38       | 2      | 4           | 0          |
| M. Grünewald   | 39            | 9             | 4             | 0             | 5                 | 2                 | 0                 | 0                 | 44       | 11     | 4           | 0          |
| T. Kling       | 3             | 1             | 1             | 1             | 0                 | 0                 | 0                 | 0                 | 3        | 1      | 1           | 1          |
| H. Knecht      | 33            | 14            | 3             | 0             | 2                 | 0                 | 0                 | 0                 | 35       | 14     | 3           | 0          |
| W. Kohls       | 29            | 0             | 0             | 0             | 4                 | 0                 | 0                 | 0                 | 33       | 0      | 0           | 0          |
| S. Kratz       | 6             | 0             | 0             | 0             | 1                 | 0                 | 0                 | 0                 | 7        | 0      | 0           | 0          |
| W. Krause      | 38            | 26            | 6             | 0             | 5                 | 5                 | 1                 | 0                 | 43       | 31     | 7           | 0          |
| M. Kutzop      | 23            | 2             | 5             | 0             | 5                 | 1                 | 2                 | 0                 | 28       | 3      | 7           | 0          |
| U. Lasch       | 24            | 0             | 5             | 1             | 3                 | 2                 | 1                 | 0                 | 27       | 2      | 6           | 1          |
| T. Martin      | 21            | 2             | 6             | 0             | 3                 | 0                 | 0                 | 0                 | 24       | 2      | 6           | 0          |
| G. Paulus      | 33            | 1             | 2             | 0             | 5                 | 1                 | 0                 | 0                 | 38       | 2      | 2           | 0          |
| W. Rothe       | 31            | 3             | 2             | 0             | 3                 | 0                 | 0                 | 0                 | 34       | 3      | 2           | 0          |
| J. Scheuerlein | 15            | 0             | 0             | 0             | 1                 | 0                 | 0                 | 0                 | 16       | 0      | 0           | 0          |
| R. Völler      | 38            | 7             | 5             | 0             | 5                 | 2                 | 1                 | 0                 | 43       | 9      | 6           | 0          |
| B. Walz        | 33            | 1             | 2             | 0             | 4                 | 0                 | 2                 | 0                 | 37       | 1      | 4           | 0          |